# Dürnkrut
Dürnkrut ist eine Marktgemeinde mit 2239 Einwohnern (Stand 1. Jänner 2024) im Bezirk Gänserndorf in Niederösterreich.
Der Ort ist vor allem durch eine historische Schlacht vom Sommer 1278 zwischen dem Böhmenkönig Ottokar und dem Habsburger Rudolf I. bekannt, und durch eine frühere große Zuckerfabrik, die nun der Produktion anderer Lebensmittel dient.

## Geografie
Dürnkrut liegt am Ostrand des Weinviertels an der March und damit an der Grenze zur Slowakei. Die Fläche der Marktgemeinde umfasst 30,4 km². 5,55 Prozent der Fläche sind bewaldet.

### Gemeindegliederung
Das Gemeindegebiet umfasst folgende zwei Ortschaften (in Klammern Einwohnerzahl Stand 1. Jänner 2024):
- Dürnkrut (1726)
- Waidendorf (513)

Die Gemeinde besteht aus den Katastralgemeinden Dürnkrut und Waidendorf.

### Nachbargemeinden
| Zistersdorf     |                                             | Drösing, Jedenspeigen |
| Velm-Götzendorf | Kompassrose, die auf Nachbargemeinden zeigt | Gajary                |
| Ebenthal        | Angern an der March                         |                       |

## Geschichte
Dürnkrut
Es gibt bereits Funde aus der Steinzeit. Diese Werkzeuge sind vom Homo erectus hergestellt und ca. 800 000 Jahre alt und sind im Museum in Dürnkrut ausgestellt.
Um 1045 wurde Dürnkrut mit seiner Burg als Grenzsiedlung angelegt. In einem Besitzverzeichnis des Hochstiftes Freising aus dem Jahr 1160 wird Dürnkrut erstmals urkundlich erwähnt. Die Schlacht bei Dürnkrut und Jedenspeigen am 26. August 1278 zwischen dem Böhmenkönig Ottokar II. Przemysl und dem Habsburger Rudolf I. gilt nach der Schlacht bei Hastings als die zweitgrößte Ritterschlacht in der Geschichte. Sie endete mit dem Sieg des Habsburgers, Ottokar II. wurde auf der Flucht erschlagen.
Das Vorwerk Ebersdorfer Hof schützte Dürnkrut bis ins 15. Jahrhundert.
Im April 2006 brach im Zuge des Thaya-March-Hochwassers 2006 ein Damm. Danach wurde der Ort überschwemmt, wobei katastrophale Schäden entstanden.
Waidendorf
Waidendorf liegt ca. 2 km südlich von Dürnkrut entlang der Landesstraßen 11 und 17. Waidendorf gehört seit 1970 der Gemeinde Dürnkrut an, welche damals per Abstimmung beschlossen wurde. 1952 wurden die heutigen Straßenbezeichnungen eingeführt. Waidendorf liegt am östlichen Ausgang des Sulzbachtales und hat eine Fläche von 10,67 km². Die Geschichte des Ortes ist der von Dürnkrut sehr ähnlich, da die beiden Dörfer dicht beieinander liegen. Der Ort wurde zur Zeit der Deutschen Landnahme in den Jahren 1040 bis 1050 gegründet.
Die Anlage Waidendorfs als Straßendorf lässt auch zusätzlich auf eine mittelalterliche Gründung schließen. Das erste Mal wurde es 1250 urkundlich erwähnt. Im Jahr 1369 gelangte Waidendorf von Alber von Ottenstein in den Besitz von Otto von Zelking, im Jahr 1376 von Otto von Zelking an seinen Vetter Heinrich von Zelking, der es im Jahre 1385 an Heinrich von Pottendorf verkaufte. Im Jahr 1423 übergab Georg von Dachsberg Waidendorf an die Herrschaft der Besitzer von Wolkersdorf.
Im Jahr 1583 gelangte Waidendorf in den Besitz des Freiherrn Sigmund von Landau, der auch die Herrschaften Dürnkrut, Süssenbrunn, Ebenthal, Rodaun und Höflein innehatte. Obwohl die Familie Landau im Jahre 1621 als Protestanten ihren gesamten Besitz an die kaiserliche Hofkammer abgeben musste, blieb Waidendorf im Besitz der jeweiligen Dürnkruter Herrschaft.
Unter Kaiser Joseph II. wurde Waidendorf im Jahre 1783 eine selbständige Pfarre. Laut Regierungsdekret wurden die beiden Orte der heutigen Gemeinde Velm-Götzendorf der Pfarre Waidendorf zugewiesen.
Bei einer Choleraepidemie in den Jahren 1842 und 1855 starben 60 Menschen, darunter 11 Kinder.
Am 24. November 1878 wurde eine neue Schule eröffnet die heute als Kindergarten dient und an der Waidendorferhauptstrasse liegt. Im Jahr 1886 wurde die Freiwillige Feuerwehr Waidendorf gegründet, die noch heute ihr Feuerwehrhaus beim Sulzbach hat.
Die Volkszählung des Jahres 1934 ergab 823 Einwohner, die ebenfalls durchgeführte Viehzählung erbrachte 93 Pferde, 417 Rinder, 480 Schweine und 230 Ziegen. Bei der letzten Volkszählung im Jahr 2001 hatte Waidendorf nur 532 Einwohner.

### Historische Landkarten

Dürnkrut in der Landesaufnahme um 1873
Dürnkrut (militärische Unterkunft für max. 3000 Mann und 250 Pferde, rechts außen) und die March um das Jahr 1873
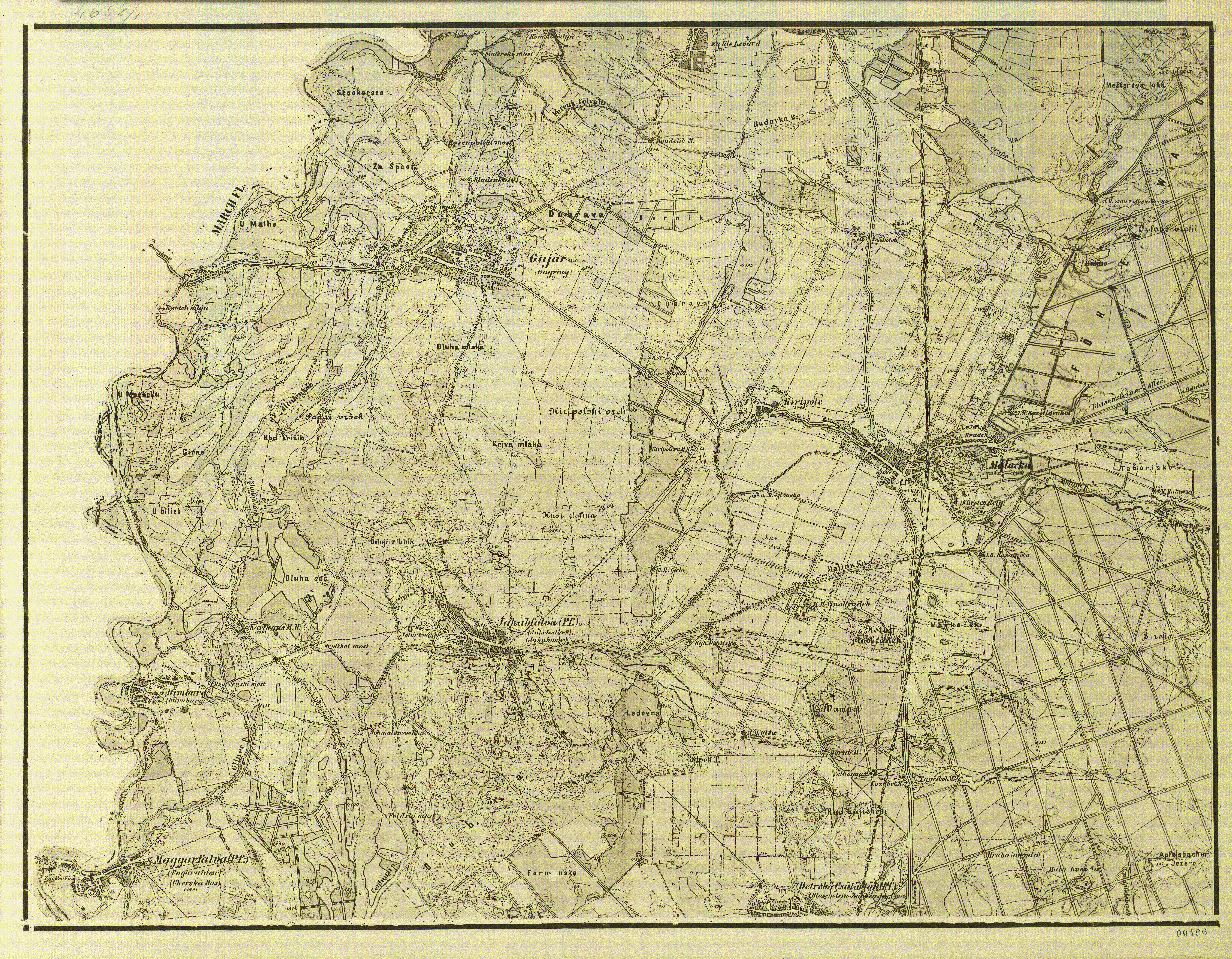
Die Marchebene östlich von Dürnkrut war direkt über die Brücke nach Gayring erreichbar
Im Westen von Dürnkrut liegen Waidendorf und die Gemeinde Velm-Götzendorf

### Bevölkerungsentwicklung
| Dürnkrut: Einwohnerzahlen von 1869 bis 2024 | Dürnkrut: Einwohnerzahlen von 1869 bis 2024 | Dürnkrut: Einwohnerzahlen von 1869 bis 2024 | Dürnkrut: Einwohnerzahlen von 1869 bis 2024 | Dürnkrut: Einwohnerzahlen von 1869 bis 2024 |
| ------------------------------------------- | ------------------------------------------- | ------------------------------------------- | ------------------------------------------- | ------------------------------------------- |
| Jahr                                        |                                             |                                             |                                             | Einwohner                                   |
| 1869                                        | 1869                                        |                                             | 1.941                                       | 1.941                                       |
| 1880                                        | 1880                                        |                                             | 2.595                                       | 2.595                                       |
| 1890                                        | 1890                                        |                                             | 2.417                                       | 2.417                                       |
| 1900                                        | 1900                                        |                                             | 2.432                                       | 2.432                                       |
| 1910                                        | 1910                                        |                                             | 2.566                                       | 2.566                                       |
| 1923                                        | 1923                                        |                                             | 2.546                                       | 2.546                                       |
| 1934                                        | 1934                                        |                                             | 2.679                                       | 2.679                                       |
| 1939                                        | 1939                                        |                                             | 2.710                                       | 2.710                                       |
| 1951                                        | 1951                                        |                                             | 2.802                                       | 2.802                                       |
| 1961                                        | 1961                                        |                                             | 2.664                                       | 2.664                                       |
| 1971                                        | 1971                                        |                                             | 2.592                                       | 2.592                                       |
| 1981                                        | 1981                                        |                                             | 2.256                                       | 2.256                                       |
| 1991                                        | 1991                                        |                                             | 2.164                                       | 2.164                                       |
| 2001                                        | 2001                                        |                                             | 2.207                                       | 2.207                                       |
| 2011                                        | 2011                                        |                                             | 2.275                                       | 2.275                                       |
| 2021                                        | 2021                                        |                                             | 2.271                                       | 2.271                                       |
| 2024                                        | 2024                                        |                                             | 2.239                                       | 2.239                                       |
| Quelle(n): Statistik Austria                |                                             |                                             |                                             |                                             |

## Kultur und Sehenswürdigkeiten
- Urzeitliche Siedlung Buhuberg

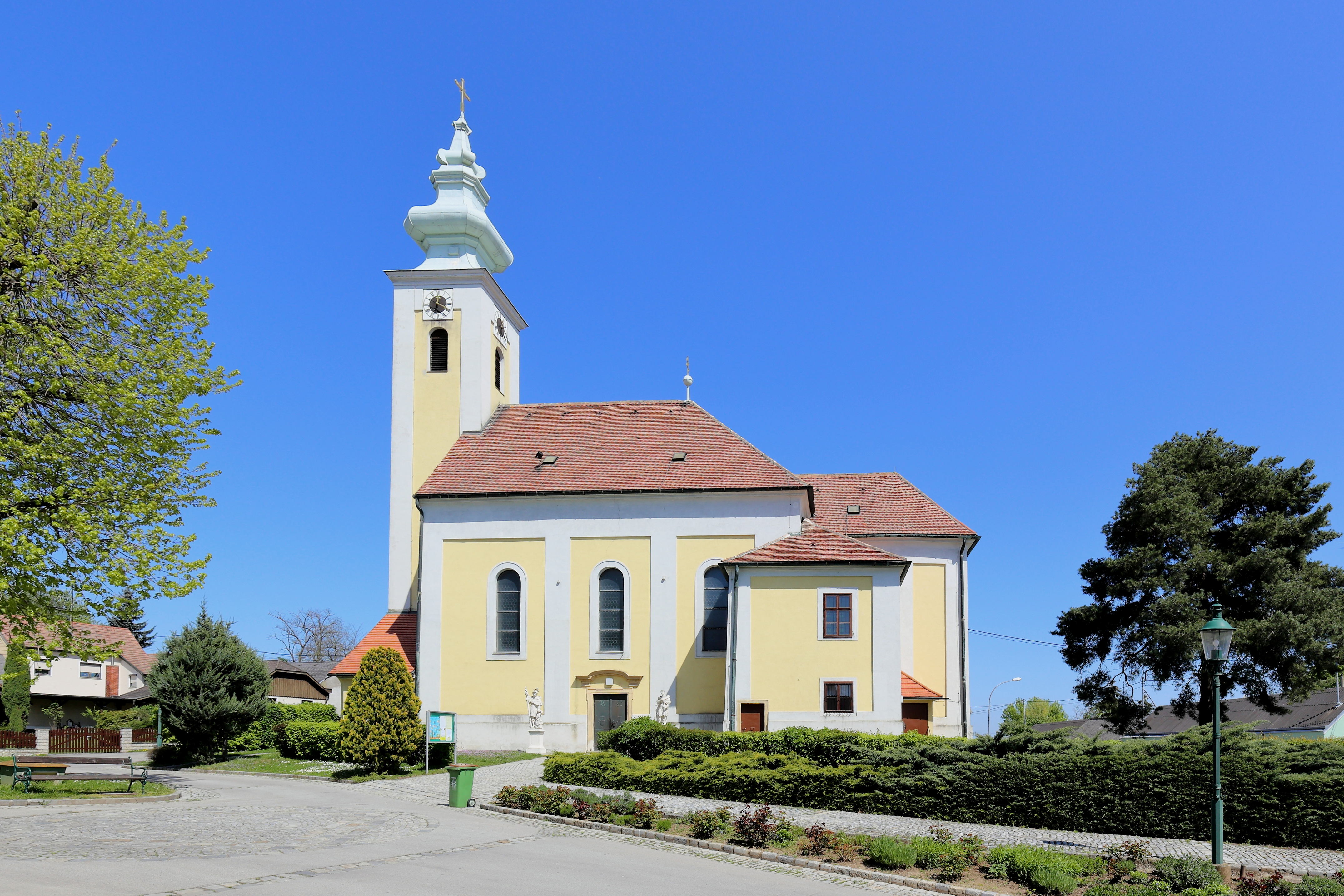
Pfarrkirche Dürnkrut

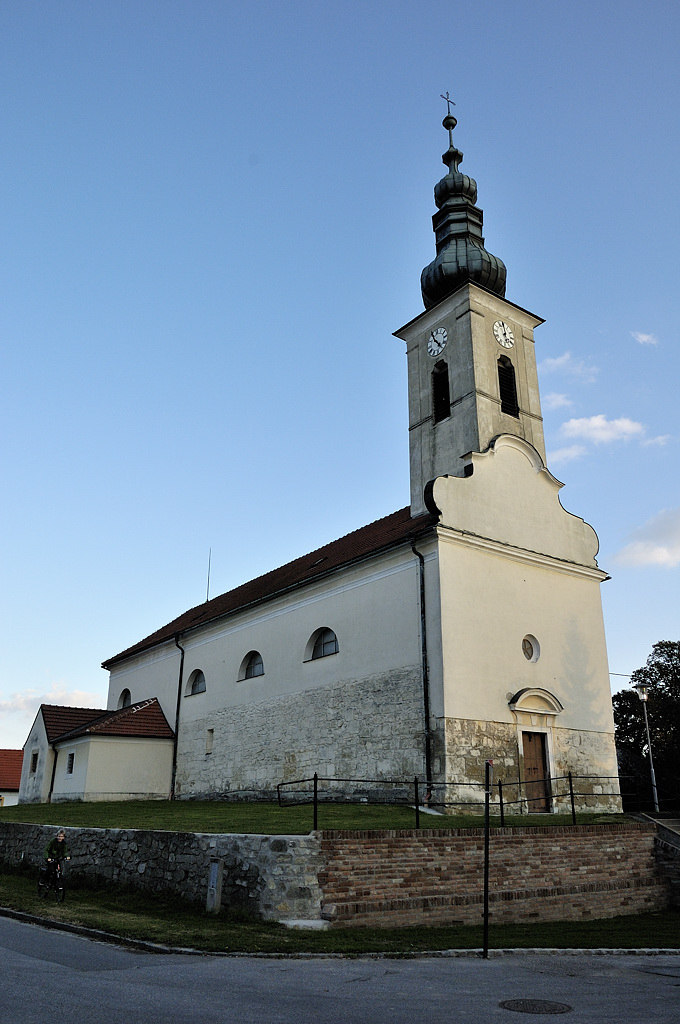
Pfarrkirche Waidendorf

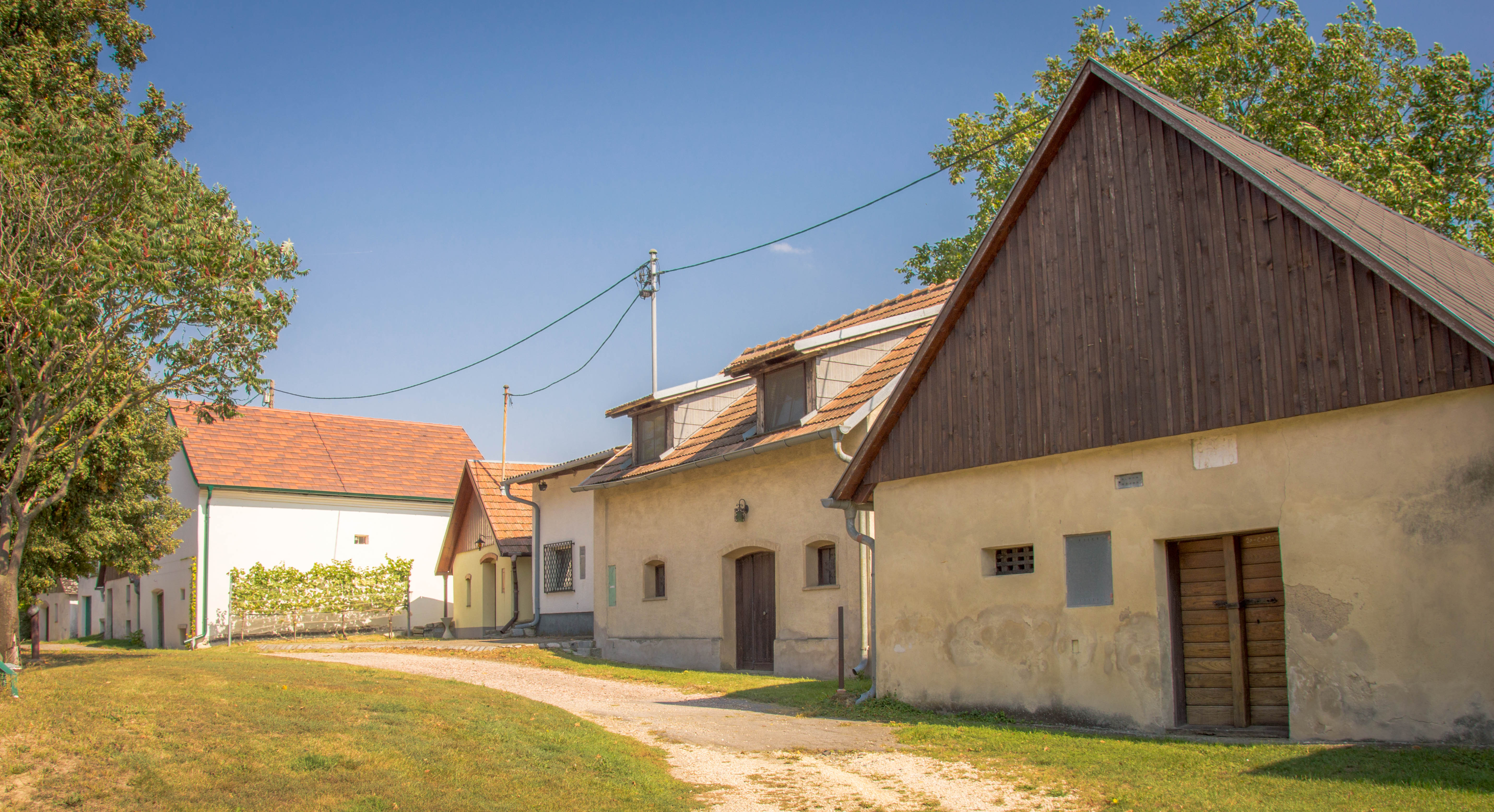
Kellergasse Bodenzeile

- Schloss Dürnkrut: Der zweigeschoßige Renaissancebau mit dem ortsbildprägenden Torturm hat einen teilweise erhaltenen Meierhof.
- Katholische Pfarrkirche Dürnkrut hl. Jakobus der Ältere: Der einheitliche Barockbau mit vorgestelltem Westturm wurde unter Graf Jakob Hamilton 1698 errichtet.
- Katholische Pfarrkirche Waidendorf hl. Ulrich
- Gedenkstein der Schlacht zwischen Ottokar v. Böhmen und Rudolf v.Habsburg

## Wirtschaft und Infrastruktur
Nichtlandwirtschaftliche Arbeitsstätten gab es im Jahr 2001 71, land- und forstwirtschaftliche Betriebe nach der Erhebung 1999 46. Die Zahl der Erwerbstätigen am Wohnort betrug nach der Volkszählung 2021 268. Die Erwerbsquote lag 2021 bei 72,7 Prozent.
Bis etwa 1977 bestand eine große Zuckerfabrik, die aber einige Jahre nach der Fusion mit 2 anderen niederösterreichischen Fabriken geschlossen wurde. Dadurch sank die Zahl der Arbeitsplätze, die Anlagen konnten nur teilweise einer neuen Verwendung zugeführt werden.
Heute zählen zu den größeren Betrieben:
- die Instantina Nahrungsmittel-Fabrik (Instantgetränke-Pulver, Traubenzucker-Komprimat, Sirup)
- das Raiffeisen-Lagerhaus
- die Großmühle Hoffmann Leopold KG
- die Spenglerei und Dachdeckerei Pöll
- die Handelsbetriebe Billa
- die Raiffeisenbank
- Baufirma, Isolierfirma, Elektro- und Transportunternehmen
- Im Ort befinden sich ferner zwei Ärzte und eine Apotheke.

Die Gemeinde gehört zum RV March-Thaya-Auen.

### Verkehr
- Bahn: Dürnkrut liegt an der Nordbahn und hat somit eine gute Anbindung an Wien. Nahezu jede Stunde verkehrt ein Zug der ÖBB zwischen Břeclav bzw. Bernhardsthal und Wien und umgekehrt.
- Straße: Bernstein Straße B49 von Angern – Hohenau – Mistelbacher Straße B40 von Zistersdorf – Landesstraße 11 bzw. 17 nach Waidendorf
- Bus: Mit Bussen gibt es eine Verbindung zwischen Mistelbach und Dürnkrut sowie zwischen Gänserndorf und Dürnkrut.

### Bildung
- Kindergarten
- Volksschule
- Neue Mittelschule mit musikalischem Schwerpunkt

## Politik

### Gemeinderat
Der Gemeinderat hat 21 Mitglieder.
- Nach den Gemeinderatswahlen in Niederösterreich 1990 hatte der Gemeinderat folgende Verteilung: 13 SPÖ, 6 ÖVP und 2 ÜBL–Überparteiliche Bürgerliste.
- Nach den Gemeinderatswahlen in Niederösterreich 1995 hatte der Gemeinderat folgende Verteilung: 12 SPÖ, 7 ÖVP, 1 ÜBL–Überparteiliche Bürgerliste und 1 FPÖ.[5]
- Nach den Gemeinderatswahlen in Niederösterreich 2000 hatte der Gemeinderat folgende Verteilung: 13 SPÖ, 7 ÖVP und 1 FPÖ.[6]
- Nach den Gemeinderatswahlen in Niederösterreich 2005 hatte der Gemeinderat folgende Verteilung: 14 SPÖ und 7 ÖVP.[7]
- Nach den Gemeinderatswahlen in Niederösterreich 2010 hatte der Gemeinderat folgende Verteilung: 12 SPÖ, 8 ÖVP und 1 FPÖ.[8]
- Nach den Gemeinderatswahlen in Niederösterreich 2015 hatte der Gemeinderat folgende Verteilung: 14 SPÖ, 6 ÖVP und 1 FPÖ.[9]
- Nach den Gemeinderatswahlen in Niederösterreich 2020 hat der Gemeinderat folgende Verteilung: 14 SPÖ, 6 ÖVP und 1 FPÖ.[10]
- Nach den Gemeinderatswahlen in Niederösterreich 2025 hat der Gemeinderat folgende Verteilung: 11 SPÖ, 7 ÖVP und 3 FPÖ.[11]

### Bürgermeister
- 1966–1988 Ludwig Huber sen. (SPÖ), Ehrenbürger der Marktgemeinde Dürnkrut[12]
- 1988–1991 Willibald Seidl (SPÖ)[12]
- 1991–2010 Rudolf Reckendorfer (SPÖ)[13]
- 2010–2024 Herbert Bauch (SPÖ)
- seit 2024 Stefan Istvanek (SPÖ)

## Persönlichkeiten

### Söhne und Töchter der Gemeinde
- Günther Schlesinger (1886–1945), Naturwissenschaftler und Museumsbeamter
- Gerhard „Gerd“ Vogt (* 1929), Politiker (CSU), Regierungsamtmann und Bürgermeister von Erding